# Clive Cussler
Clive Eric Cussler (ur. 15 lipca 1931 w Aurorze, zm. 24 lutego 2020 w Scottsdale) – amerykański pisarz, autor bestsellerowych powieści sensacyjno-przygodowych i odkrywca podwodny.

## Życiorys
Clive Cussler urodził się w Aurorze w stanie Illinois, a dorastał w kalifornijskiej Alhambrze. Uczęszczał do Pasadena City College, ale po dwóch latach zaciągnął się do US Air Force w czasie wojny koreańskiej – służył jako mechanik i inżynier pokładowy Military Air Transport Service (Wojskowe Służby Transportu Powietrznego). Po zwolnieniu z wojska zajmował się układaniem haseł reklamowych. Został dyrektorem działów w dwóch wiodących agencjach reklamowych. W tym czasie napisał oraz wyprodukował radiowe i telewizyjne reklamy, które zdobyły liczne międzynarodowe nagrody (m.in. na festiwalu filmowym w Cannes).
Cussler zaczął pisać w 1965, a pierwszą powieść z Dirkiem Pittem opublikował w 1973 roku. Jego pierwszą niebeletrystyczną pracą była książka Podwodni Łowcy (The Sea Hunters), która została wydana w 1996 roku. Rada wydziału SUNY Maritime College (Kolegium Morskiego State University of New York) uznała tę publikację za swoistą „rozprawę naukową” i w maju 1997 nagrodziła autora tytułem doktora (PhD). Był to pierwszy, od czasu założenia college’u (1874), przypadek nadania takiego tytułu za książkę popularnonaukową – pracę niebędącą formalną rozprawą doktorską.
Cussler założył Narodową Agencję Badań Podwodnych i Morskich (NUMA – National Underwater and Marine Agency). Jest to placówka zajmująca się badaniami morza i historii marynistyki. Cussler z grupą ekspertów morskich i wolontariuszy NUMA odnalazł do tej pory ponad 60 wraków mających znaczenie historyczne. Po zweryfikowaniu odkryć NUMA zrzeka się praw do wraku na rzecz uniwersytetów lub państw związanych ze znaleziskami.
Clive Cussler był nie tylko prezesem NUMA, ale również członkiem Klubu Badaczy (The Explorers Club) w Nowym Jorku i Królewskiego Towarzystwa Geograficznego w Londynie. Był również laureatem Nagrody Lowella Thomasa za wybitne dokonania w dziedzinie badań podmorskich.
Pisarz był także znanym kolekcjonerem klasycznych samochodów, które znajdują się w muzeum jego imienia, mającym siedzibę w miejscowości Arvada w stanie Kolorado.
Książki Cusslera osiągnęły milionowe nakłady. Zostały przetłumaczone na ponad 40 języków i wydane w więcej niż 100 krajach.

## Publikacje

### Przygody Dirka Pitta
|    | Tytuł polski                           | Tytuł oryginalny        | Data publikacji |
| -- | -------------------------------------- | ----------------------- | --------------- |
| 1  | Mayday! lub Afera śródziemnomorska     | The Mediterranean Caper | 1973            |
| 2  | Lodowa pułapka                         | Iceberg                 | 1975            |
| 3  | Podnieść Titanica lub Wydobyć Titanica | Raise the Titanic!      | 1976            |
| 4  | Vixen 03                               | Vixen 03                | 1978            |
| 5  | Na dno nocy                            | Night Probe!            | 1981            |
| 6  | Wir Pacyfiku*                          | Pacific Vortex!         | 1983            |
| 7  | Operacja HF                            | Deep Six                | 1984            |
| 8  | Cyklop                                 | Cyclops                 | 1986            |
| 9  | Skarb                                  | Treasure                | 1988            |
| 10 | Smok                                   | Dragon                  | 1990            |
| 11 | Sahara                                 | Sahara                  | 1992            |
| 12 | Złoto Inków                            | Inca Gold               | 1994            |
| 13 | Zabójcze wibracje                      | Shock Wave              | 1996            |
| 14 | Potop                                  | Flood Tide              | 1997            |
| 15 | Atlantyda odnaleziona                  | Atlantis Found          | 1999            |
| 16 | Cerber**                               | Valhalla Rising         | 2001            |
| 17 | Odyseja trojańska**                    | Trojan Odyssey          | 2003            |
| 18 | Czarny wiatr**                         | Black Wind              | 2004            |
| 19 | Skarb Czyngis-chana**                  | Treasure of Khan        | 2006            |
| 20 | Arktyczna mgła**                       | Arctic Drift            | 2008            |
| 21 | Świt półksiężyca**                     | Crescent Dawn           | 2010            |
| 22 | Strzała Posejdona**                    | Poseidon's Arrow        | 2012            |
| 23 | Burza nad Hawaną**                     | Havana Storm            | 2014            |
| 24 | Złoto cara**                           | Odessa Sea              | 2016            |
| 25 | Królowa Celtów**                       | Celtic Empire           | 2018            |
| 26 | Diabelskie Morze**                     | The Devil's Sea         | 2021            |
| 27 | Cienie Korsyki**                       | The Corsican Shadow     | 2023            |

* Chociaż powieść Wir Pacyfiku została wydana w 1983, jej akcja toczy się przed wydarzeniami opisanymi w Aferze śródziemnomorskiej.

** Powieści, w których występują dzieci Dirka Pitta: Dirk Jr. oraz Summer.
Współautorem tytułów 18-27 jest syn Clive’a Cusslera – Dirk.

### Z archiwów NUMA
Współautorem pierwszych ośmiu powieści jest Paul Kemprecos, pozostałych zaś – Graham Brown. Ta seria książek skupia się na Kurcie Austinie, kierowniku Zespołu do Zadań Specjalnych w NUMA oraz jego przygodach. Pojawiają się tu niektóre postacie z serii o Dirku Pitcie (m.in. James Sandecker, Rudi Gunn, Hiram Yaeger oraz St. Julien Perlmutter). W epizodach występuje również Dirk Pitt.
|    | Tytuł polski        | Tytuł oryginalny        | Współautor     | Data publikacji |
| -- | ------------------- | ----------------------- | -------------- | --------------- |
| 1  | Wąż                 | Serpent                 | Paul Kemprecos | 1999            |
| 2  | Błękitne złoto      | Blue Gold               | Paul Kemprecos | 2001            |
| 3  | Ognisty lód         | Fire Ice                | Paul Kemprecos | 2002            |
| 4  | Podwodny zabójca    | White Death             | Paul Kemprecos | 2003            |
| 5  | Zaginione miasto    | Lost City               | Paul Kemprecos | 2004            |
| 6  | Bieguny zagłady     | Polar Shift             | Paul Kemprecos | 2005            |
| 7  | Żeglarz             | The Navigator           | Paul Kemprecos | 2007            |
| 8  | Meduza              | Medusa                  | Paul Kemprecos | 2009            |
| 9  | Diabelskie wrota    | Devil's Gate            | Graham Brown   | 2011            |
| 10 | Sztorm              | The Storm               | Graham Brown   | 2012            |
| 11 | Punkt zero          | Zero Hour               | Graham Brown   | 2013            |
| 12 | Statek widmo        | Ghost Ship              | Graham Brown   | 2014            |
| 13 | Tajemnica faraona   | The Pharaoh's Secret    | Graham Brown   | 2015            |
| 14 | Projekt „Nighthawk” | Nighthawk               | Graham Brown   | 2017            |
| 15 | Bunt morza          | The Rising Sea          | Graham Brown   | 2018            |
| 16 | Ocean chciwości     | Sea of Greed            | Graham Brown   | 2019            |
| 17 |                     | Journey of the Pharaohs | Graham Brown   | 2020            |
| 18 | Rwący lód           | Fast Ice                | Graham Brown   | 2021            |
| 19 | Wektory władzy      | Dark Vector             | Graham Brown   | 2022            |
| 20 |                     | Condor's Fury           | Graham Brown   | 2023            |

### Z archiwów„Oregona”
Współautorami powieści tego cyklu są Craig Dirgo, Jack Du Brul i Boyd Morrison. Seria skupia się na statku „Oregon”, który został po raz pierwszy przedstawiony w powieści Potop. Stary, przerdzewiały i niewzbudzający podejrzeń frachtowiec jest w rzeczywistości nowoczesnym okrętem szpiegowskim, dowodzonym przez Juana Cabrillo. Załoga wykonuje tajne misje dla CIA. W powieściach pojawiają się m.in. Dirk Pitt i Kurt Austin.
|    | Tytuł polski        | Tytuł oryginalny     | Współautor    | Data publikacji |
| -- | ------------------- | -------------------- | ------------- | --------------- |
| 1  | Złoty Budda         | Golden Buddha        | Craig Dirgo   | 2004            |
| 2  | Święty kamień       | Sacred Stone         | Craig Dirgo   | 2004            |
| 3  | Tajna straż         | Dark Watch           | Jack Du Brul  | 2005            |
| 4  | Wybrzeże szkieletów | Skeleton Coast       | Jack Du Brul  | 2006            |
| 5  | Statek śmierci      | Plague Ship          | Jack Du Brul  | 2008            |
| 6  | Korsarz             | Corsair              | Jack Du Brul  | 2009            |
| 7  | Milczące morze      | The Silent Sea       | Jack Du Brul  | 2010            |
| 8  | Dżungla             | The Jungle           | Jack Du Brul  | 2011            |
| 9  | Miraż               | Mirage               | Jack Du Brul  | 2013            |
| 10 | Pirania             | Piranha              | Boyd Morrison | 2015            |
| 11 | Zemsta Cesarza      | The Emperors Revenge | Boyd Morrison | 2016            |
| 12 | Furia Tajfunu       | Typhoon Fury         | Boyd Morrison | 2017            |
| 13 | Plan Colossus       | Shadow Tyrants       | Boyd Morrison | 2018            |
| 14 |                     | Final Option         | Boyd Morrison | 2019            |
| 15 | Jad meduzy          | Marauder             | Boyd Morrison | 2020            |
| 16 |                     | Hellburner           | Mike Maden    | 2022            |
| 17 |                     | Fire Strike          | Mike Maden    | 2023            |
| 18 |                     | Ghost Soldier        | Mike Maden    | 2024            |

### Opowieści oIsaacu Bellu
Ta seria książek różni się od pozostałych powieści Cusslera. Akcja toczy się na początku XX w. Głównym bohaterem jest Isaac Bell, błyskotliwy śledczy z Agencji Detektywistycznej van Dorna. Od drugiej części współautorem jest Justin Scott.
|    | Tytuł polski       | Tytuł oryginalny   | Współautor   | Data publikacji |
| -- | ------------------ | ------------------ | ------------ | --------------- |
| 1  | Pościg             | The Chase          | –            | 2007            |
| 2  | Zamachowiec        | The Wrecker        | Justin Scott | 2009            |
| 3  | Szpieg             | The Spy            | Justin Scott | 2010            |
| 4  | Wyścig             | The Race           | Justin Scott | 2011            |
| 5  | Złodziej           | The Thief          | Justin Scott | 2012            |
| 6  | Sabotaż            | The Striker        | Justin Scott | 2013            |
| 7  | Przemytnik         | The Bootlegger     | Justin Scott | 2014            |
| 8  | Snajper            | The Assassin       | Justin Scott | 2015            |
| 9  | Gangster           | The Gangster       | Justin Scott | 2016            |
| 10 | Nożownik           | The Cutthroat      | Justin Scott | 2017            |
| 11 | Tajemnica Titanica | The Titanic Secret | Jack Du Brul | 2019            |
| 12 |                    | The Saboteurs      | Jack Du Brul | 2021            |
| 13 |                    | The Sea Wolves     | Jack Du Brul | 2022            |
| 14 |                    | The Heist          | Jack Du Brul | 2024            |

### Sam i Remi Fargo
Cykl powieściowy, którego bohaterami są Sam i Remi Fargo, poszukiwacze przygód i skarbów. Jak zwykle u Cusslera, akcja książek toczy się w różnych rejonach świata. Współautorem trzech pierwszych tytułów jest Grant Blackwood, czwartego i piątego – Thomas Perry, szóstą i siódmą część współtworzył Russell Blake, a od części ósmej drugim autorem jest Robin Burcell.
|    | Tytuł polski       | Tytuł oryginalny   | Współautor      | Data publikacji |
| -- | ------------------ | ------------------ | --------------- | --------------- |
| 1  | Złoto Spartan      | Spartan Gold       | Grant Blackwood | 2009            |
| 2  | Zaginione imperium | Lost Empire        | Grant Blackwood | 2010            |
| 3  | Królestwo          | The Kingdom        | Grant Blackwood | 2011            |
| 4  | Skarby grobowców   | The Tombs          | Thomas Perry    | 2012            |
| 5  | Piąty kodeks Majów | The Mayan Secrets  | Thomas Perry    | 2013            |
| 6  | Oko Niebios        | The Eye of Heaven  | Russell Blake   | 2014            |
| 7  | Klątwa Salomona    | The Solomon Curse  | Russell Blake   | 2015            |
| 8  | Pirat              | Pirate             | Robin Burcell   | 2016            |
| 9  | Okup za Romanowów  | The Romanov Ransom | Robin Burcell   | 2017            |
| 10 | Gray Ghost         | The Gray Ghost     | Robin Burcell   | 2018            |
| 11 | Wyrocznia          | The Oracle         | Robin Burcell   | 2019            |
| 12 |                    | Wrath of Poseidon  | Robin Burcell   | 2020            |
| 13 |                    | The Serpent's Eye  | Robin Burcell   | 2023            |

### Powieści dla dzieci
|   | Tytuł polski | Tytuł oryginalny              | Data publikacji |
| - | ------------ | ----------------------------- | --------------- |
| 1 | Vin Fiz      | The Adventures of Vin Fiz     | 2006            |
| 2 |              | The Adventures of Hotsy Totsy | 2010            |

### Książki faktograficzne
|   | Tytuł polski     | Tytuł oryginalny                                                            | Współautor  | Data publikacji |
| - | ---------------- | --------------------------------------------------------------------------- | ----------- | --------------- |
| 1 | Podwodni łowcy   | The Sea Hunters: True Adventures With Famous Shipwrecks                     | Craig Dirgo | 1996            |
| 2 |                  | Clive Cussler and Dirk Pitt Revealed                                        | Craig Dirgo | 1998            |
| 3 | Podwodni łowcy 2 | The Sea Hunters II: Diving the World’s Seas for Famous Shipwrecks           | Craig Dirgo | 2002            |
| 4 |                  | Built for Adventure: The Classic Automobiles of Clive Cussler and Dirk Pitt | –           | 2011            |
| 5 |                  | Built to Thrill: More Classic Automobiles from Clive Cussler and Dirk Pitt  | –           | 2016            |